# Aeonium gorgoneum
Aeonium gorgoneum és una espècie de planta suculenta del gènere Aeonium, de la família de les Crassulaceae.

## Descripció
És un subarbust ramificat perenne de fins a 2 m d'alçada.
Les branques són ascendents, generalment en grups, de 5 a 15 mm de diàmetre, glabres, llises; amb rosetes terminals de 9 a 20 cm de diàmetre, al centre més aviat aplanades, amb les fulles joves atapeïdes entre si.
Les fulles són de 5 a 10 cm de llarg, d'1,5 a 3 cm d'ample, i de 3 a 6 mm de gruix, oblanceolades-espatulades, apicalment agudes o acuminades, mucronades, bàsicament cunades, fortament glauques, glabres, marge amb cilis rectes o corbats cap endavant (≤ 0,5 mm), de color verd, sovint rogenques al llarg dels marges i del nervi principal.
Les inflorescències són piramidals, de 5 a 8 cm d'ample i de 7 a 10 cm d'alt, peduncle de 5 a 8 cm, pedicels d'1 a 8 mm, glabres.
Les flors són de 8 a 10 parts; sèpals glabres; pètals de 5 a 6 mm de llarg i d'1 a 1,5 mm d'ample, lanceolats, acuminats, grocs, variegats vermellosos; filaments glabres.

## Distribució
Planta endèmica de les Illes del Cap Verd (Santo Antão, São Nicolau, São Vicente). Creix exclusivament en penya-segats escarpats, generalment de nord a nord-est. És igual de freqüent a les zones subhumides i humides, i algunes localitats es troben als penya-segats costaners de la zona semiàrida. Es troba de 300 a 1300 m d'altitud.

## Taxonomia
Aeonium gorgoneum J.A.Schmidt va ser descrita per Johann Anton Schmidt i publicada a Beitrage zur Flora der Cap Verdischen Inseln. 258 (1852).

## Moneda commemorativa

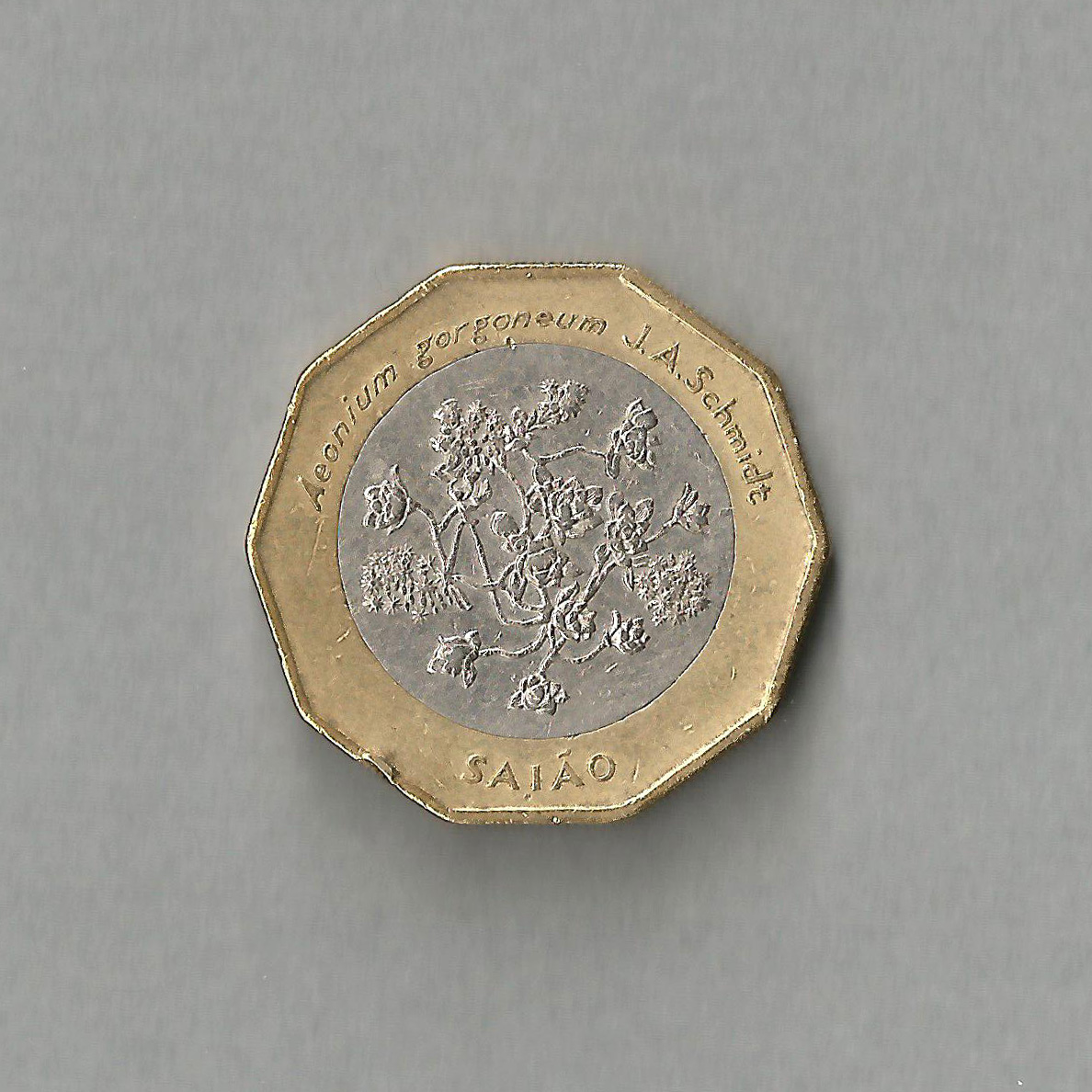
Moneda 100 escuts

La República de Cap Verd va emetre el 1994 una moneda commemorativa de 100 escuts, amb la imatge d'Aeonium gorgoneum al revers. És una moneda de forma decagonal, amb la part interna (on hi ha la imatge de la planta) de cuproníquel, i la part externa (on hi ha la inscripció: Aeonium gorgoneum J.A. Schmidt / Saião) de bronze.